# Boletus aereus
Boletus aereus (Pierre Bulliard, 1789), este o specie de ciuperci comestibile basidiomycete de genul Boletus în familia Boletaceae, a cărui nume generic este derivat din cuvântul latin (latină aereus=de cupru, de bronz). Acest burete, numit în popor hrib arămiu, hrib pucios, hrib negru sau mânătarcă, coabitează, fiind un simbiont micoriza (formează micorize pe rădăcinile arborilor). În România, Basarabia și Bucovina de Nord, el se dezvoltă, crescând solitar sau în grupuri mici, numai în păduri călduroase de foioase, în primul rând sub stejari dar de asemenea sub fagi sau carpeni, fiind găsit chiar și prin parcuri sau cimitire sub arborii lui preferați, din (mai) iunie până în octombrie.

## Descriere

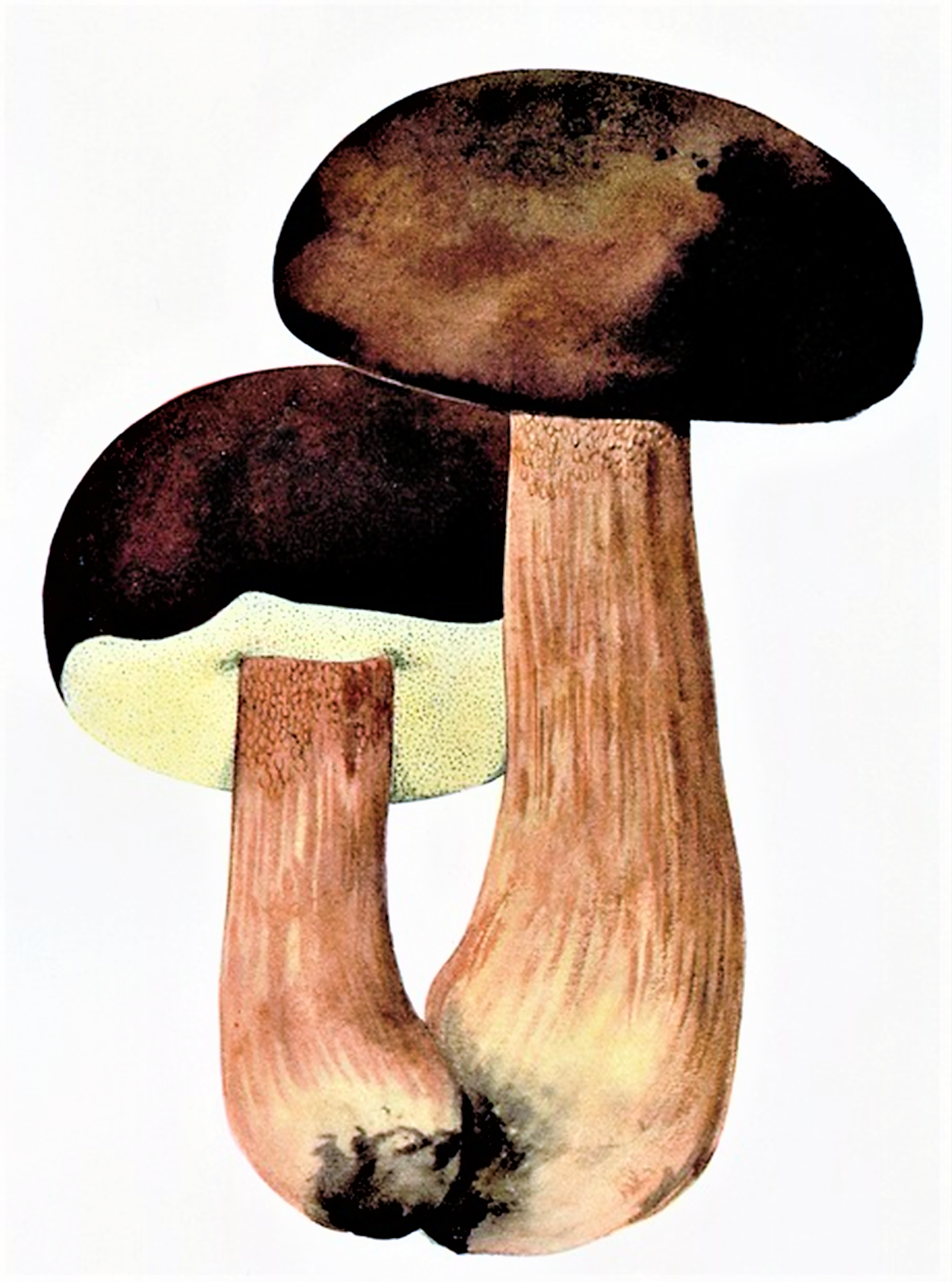
Bres.: Boletus aereus

- Pălăria: are un diametru între 5 și 20 (25) cm, este foarte compactă, amenajată central peste picior, inițial semisferică, apoi boltită și la bătrânețe întinsă, deseori cu marginea răsfrântă parțial în sus. Cuticula este fin pâslită (la exemplare mature devenind din ce în ce mai netedă) și niciodată unsuroasă, în tinerețe aproape neagră, arătând mai târziu diverse tonuri de maro închis respectiv pete mari brune pe o bază ceva mai deschisă.
- Tuburile și porii: are sporifere lungi și simple, aproape neaderente la picior, albe, schimbând la bătrânețe culoarea câteodată spre gălbui. Porii fini, denși și rotunjori la capătul tubulețelor sunt colorate ca ele. Sporii sunt fusiformi cu o mărime de 12-16 x 4 -5 microni, pulberea lor fiind brun-măslinie.
- Piciorul: are o lungime de 7 până la 15 cm și o grosime de 4 până la 8 cm, este foarte tare, plin, gros, bulbos și cilindric (la tinerețe îngroșat spre bază sau aproape sferic și  adeseori mai larg decât lung) fiind acoperit de o rețea fină. Coloritul tinde de la albicios până maroniu deschis, grila fiind mereu mai închisă, în tinerețe mai deschisă, la bătrânețe evident brun-roșiatică.
- Carnea: este foarte tare și compactă, devenind de abia la vârstă mai moale, nefiind colorată sub pălărie. Ea își menține culoarea ei albă până la sfârșit, miroase ușor de ciuperci și place la gust.

Caracteristici microscopice: Sporii sunt fusiformi cu o mărime de 12-16 x 4-5 microni, pulberea lor fiind brun-măslinie.
- Reacții chimice: Buretele se decolorează cu Hidroxid de potasiu ușor maroniu.[6]

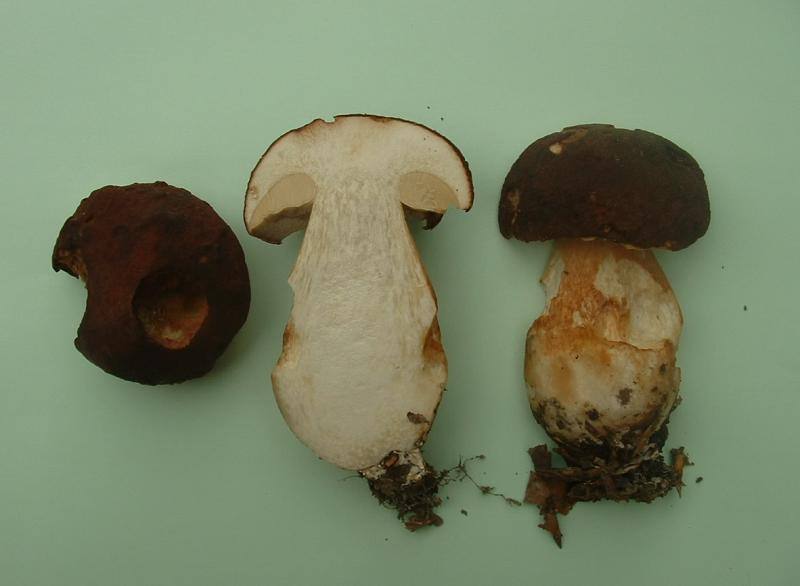
B. aereus înjumătățit
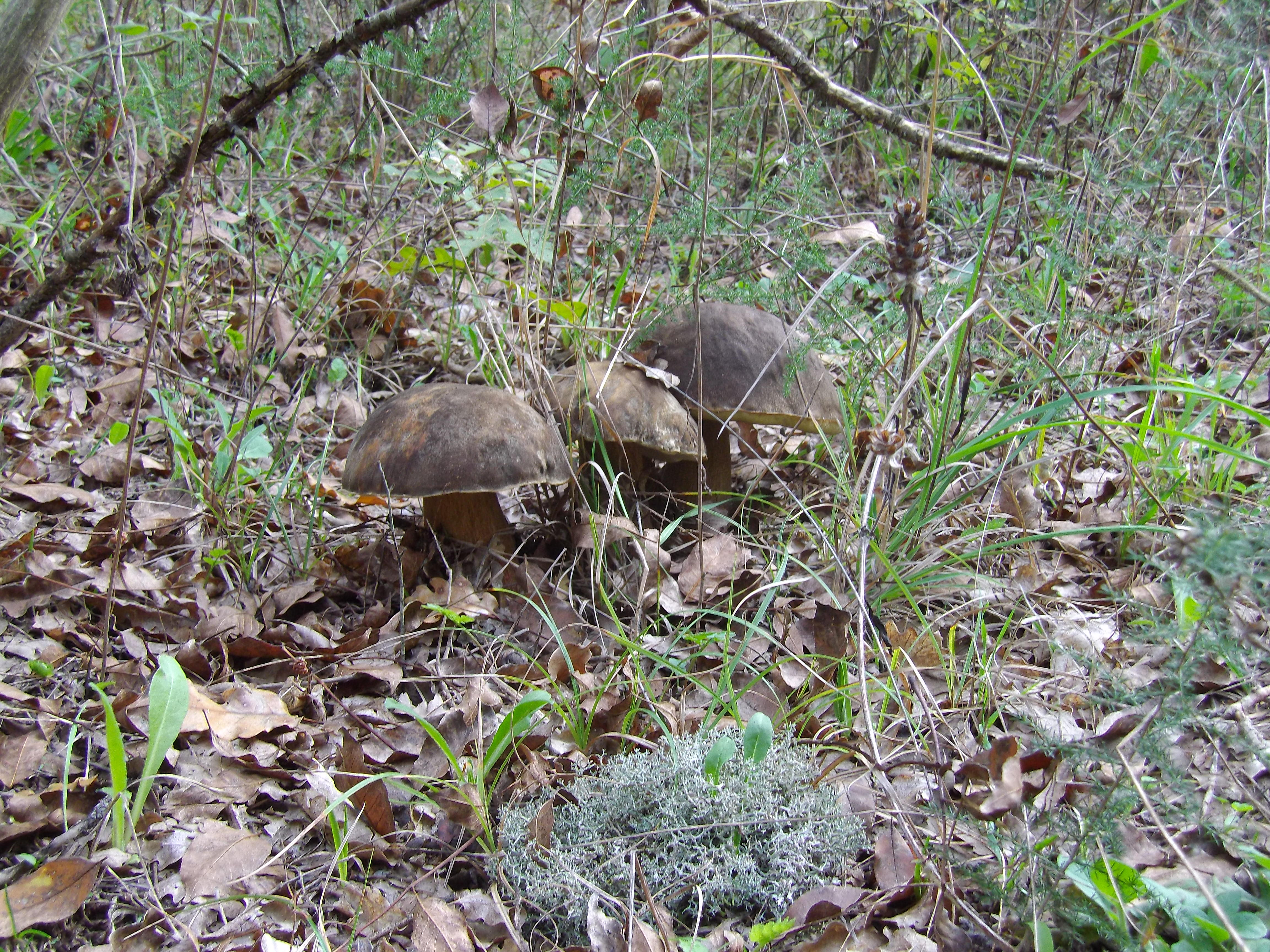
B. aereus, grup
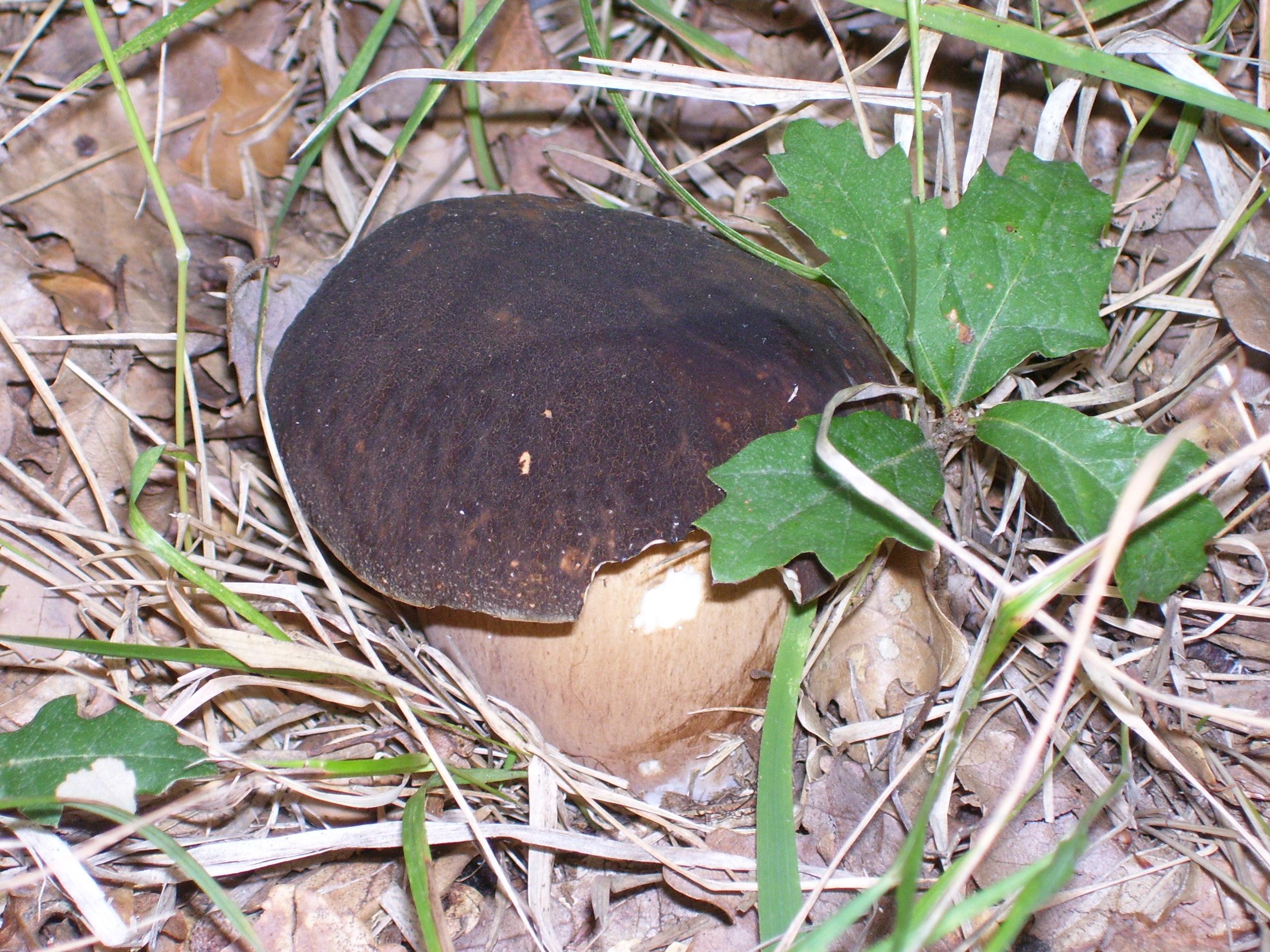
B. aereus tânăr
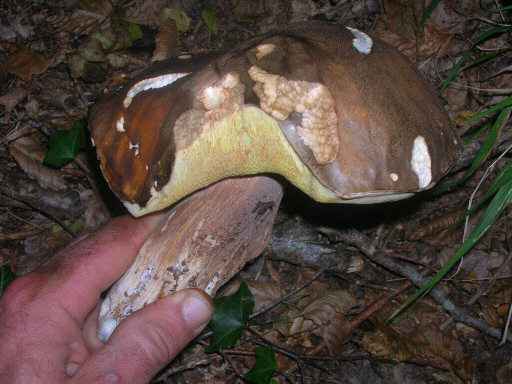
B. aereus bătrân

## Confuzii
Buretele poate fi confundat în cel mai rău caz cu Tylopilus felleus sin. Boletus felleus, care este neotrăvitor dar amar. El poate fi recunoscut prin tubulețele precum sporii care sunt albi numai la început, devenind foarte curând rozi. Grila acestei ciuperci pe picior este maro pe bază albicioasă. Alte confundări sunt numai posibile cu bureți prea gustoși și comestibili, ca de exemplu cu gemenul său Boletus pinophilus sin. Boletus pinicola, variația acestuia Boletus pinicola var. fuscoruber (fără rețea),  Boletus edulis, Boletus reticulatus sin. Boletus aestivalis precum Xerocomus badius sin. Boletus badius, Imleria badia  sau Xerocomus rubellus.

## Specii asemănătoare

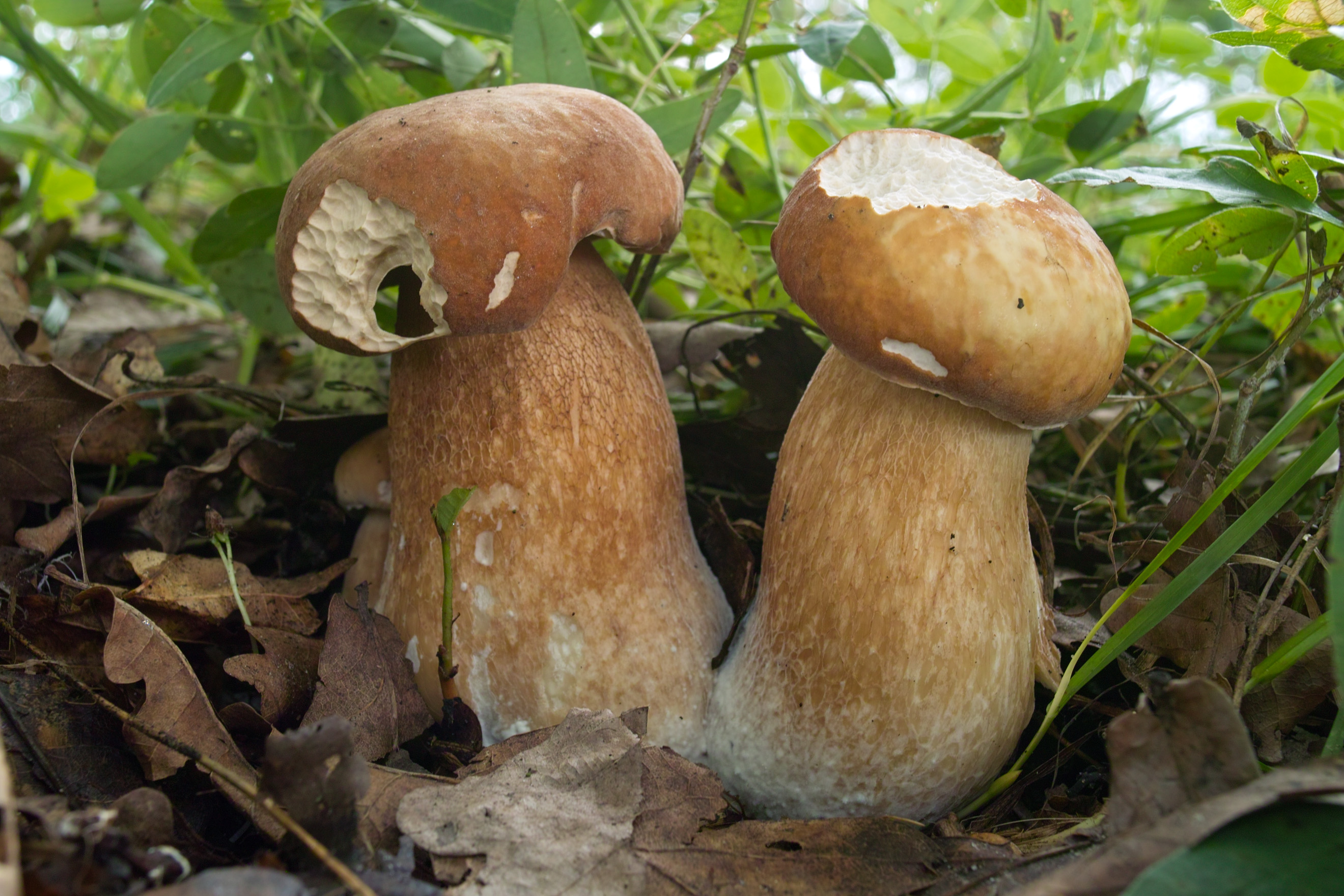
Boletus aestivalis sin. reticulatus
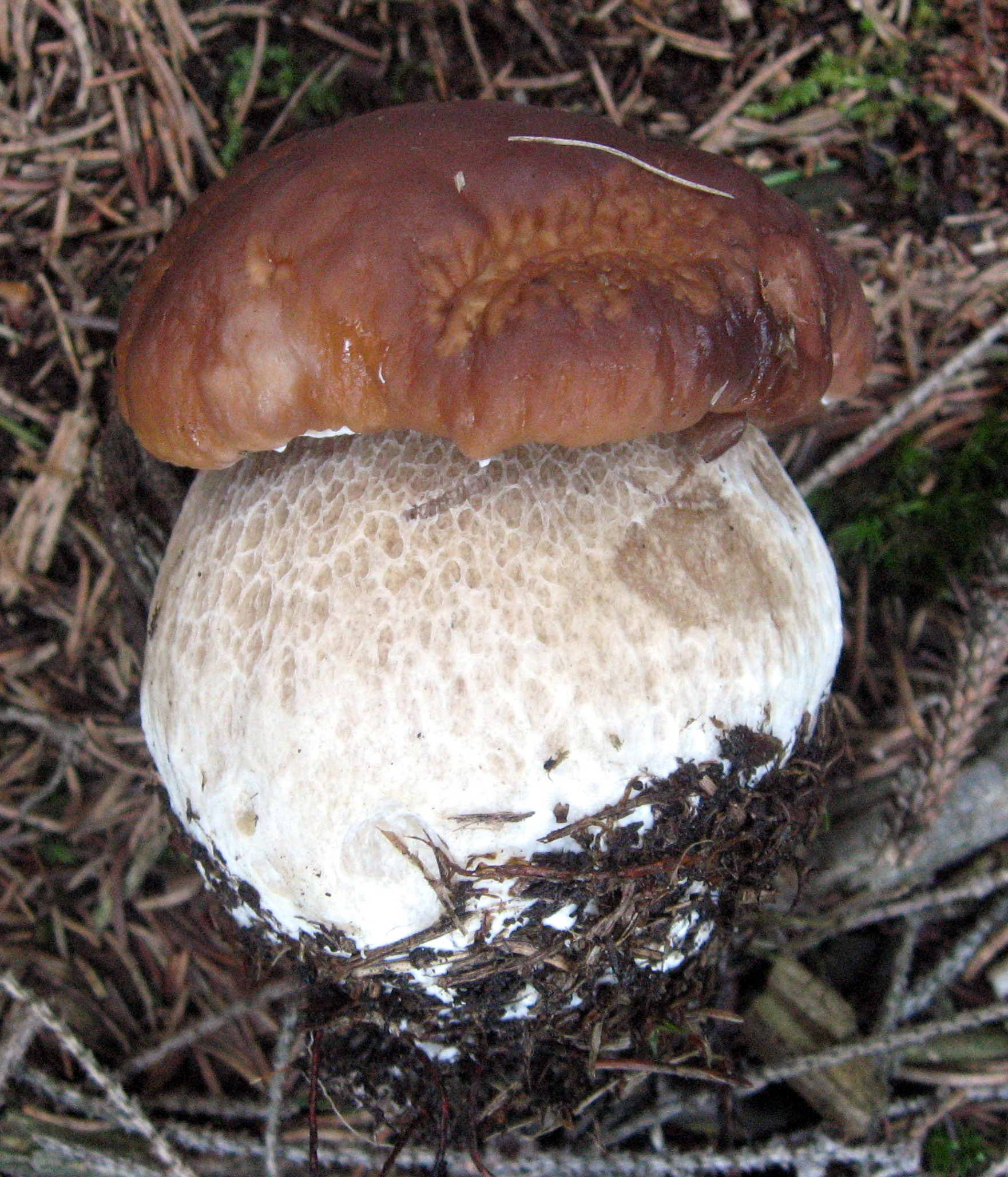
Boletus edulis
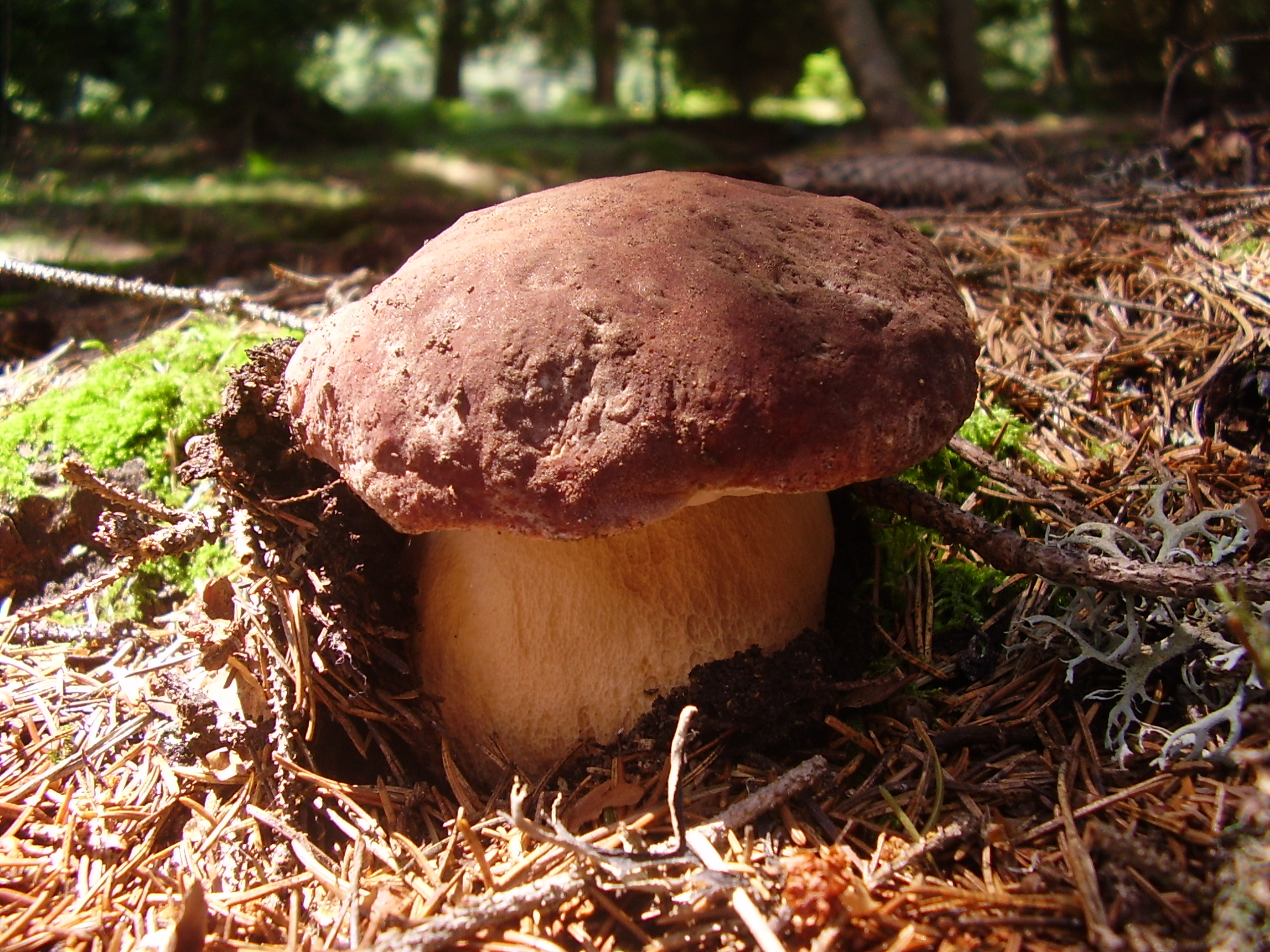
Boletus pinophilus
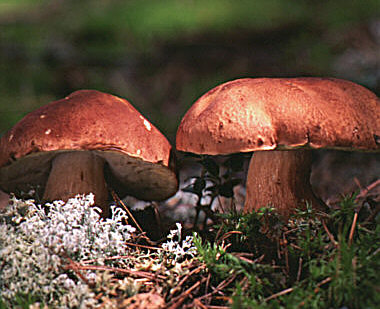
Boletus pinicola var. fuscoruber
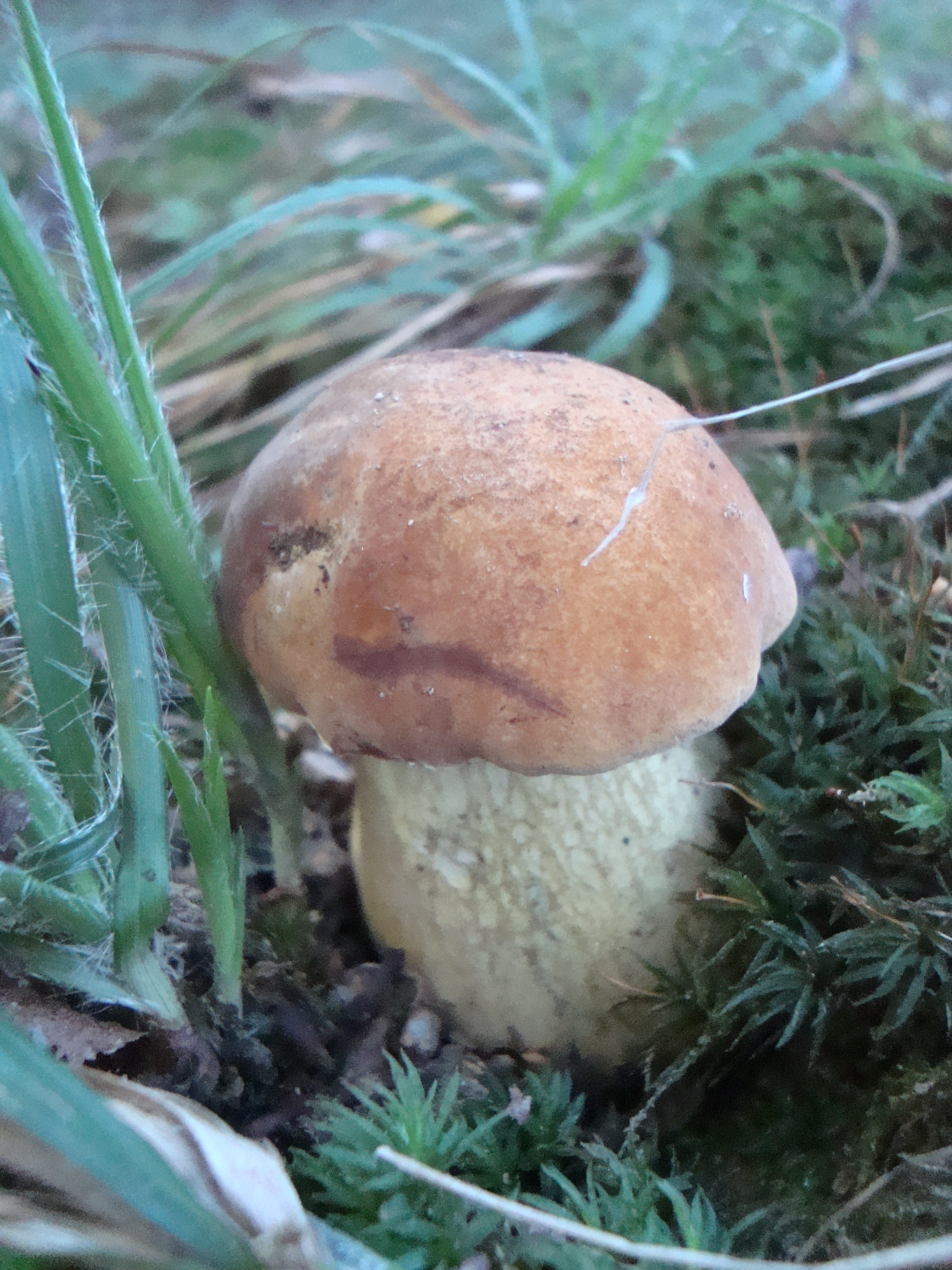
!Tylopilus felleus!
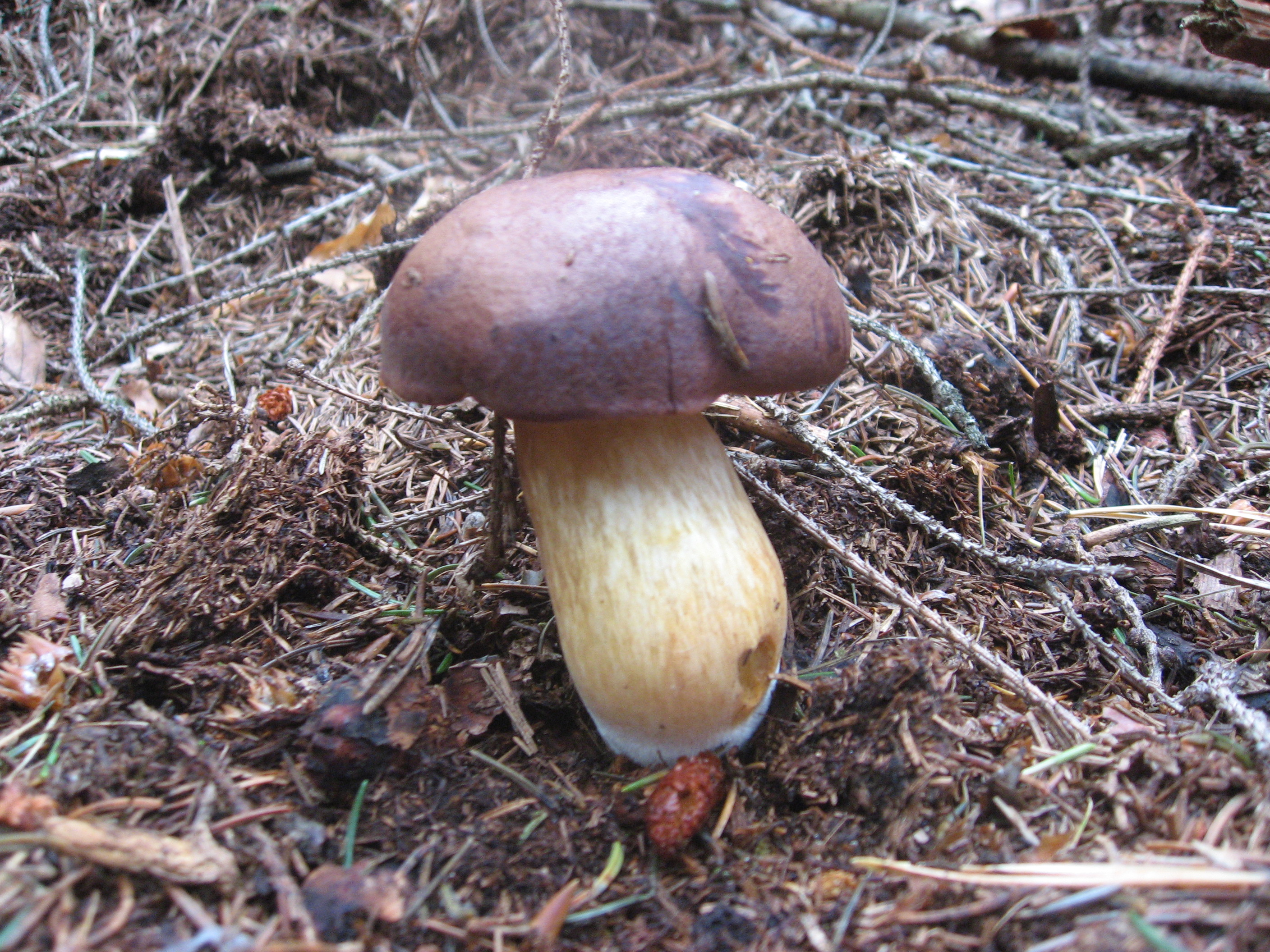
Xerocomus badius sin. Imleria badia
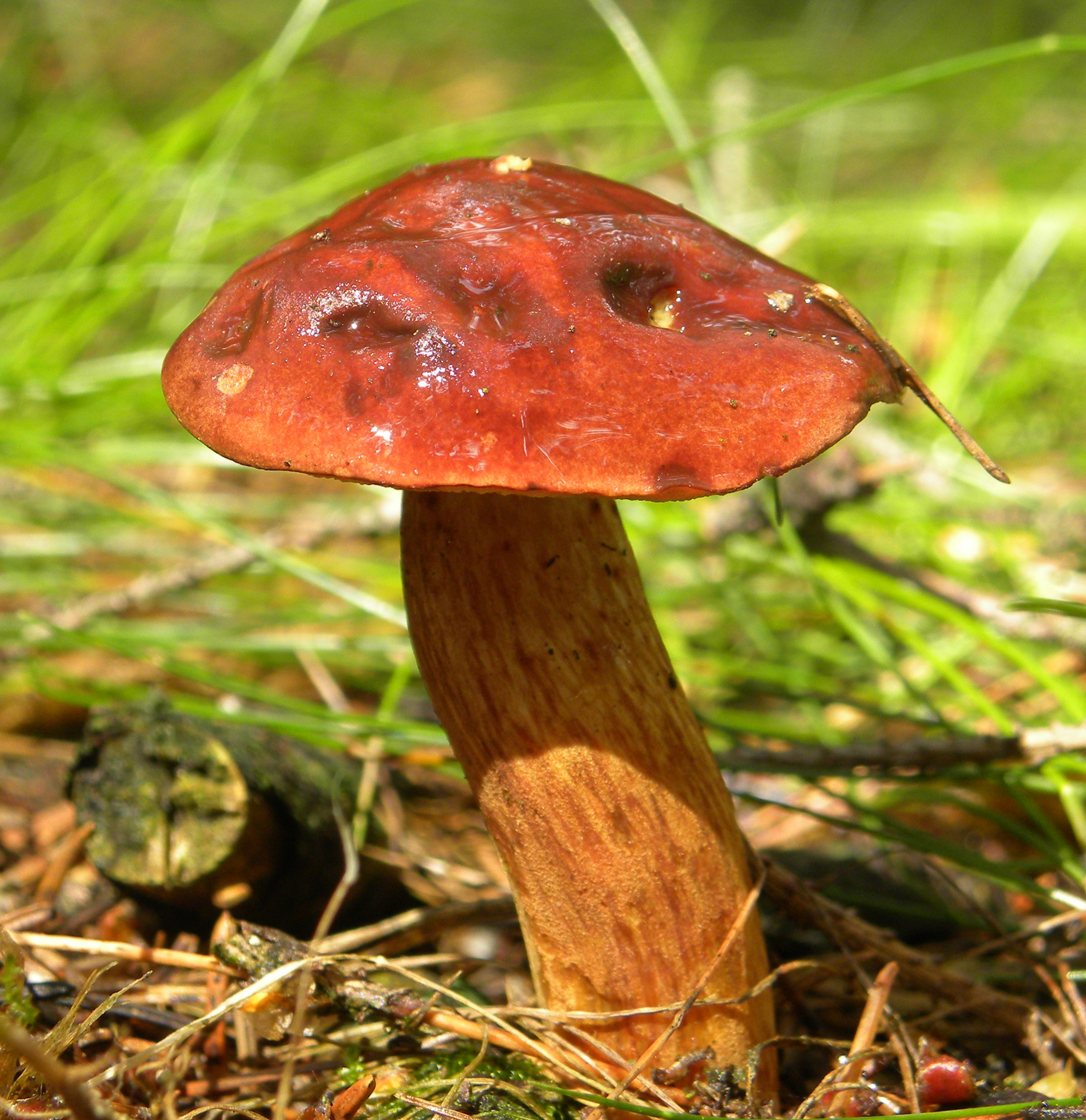
Xerocomus rubellus

## Valorificare

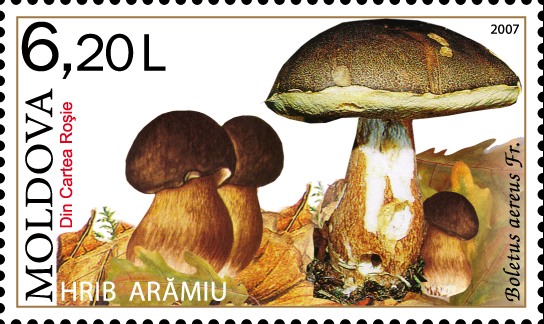
Hrib arămiu, Moldova 2007

Bureții proaspeți pot fi pregătiți ca ciulama, de asemenea împreună cu alte ciuperci de pădure sau adăugați la un sos de carne de vită sau vânat. În afară de aceasta, ei pot fi tăiați felii și congelați. De asemenea este posibilă, după tăierea în felii, uscarea lor. Foarte gustoși sunt preparați ca Duxelles (un fel de zacuscă).
Hribul arămiu a devenit rar. Din anul 2007 din ce în ce mai multe țări europene au introdus specia în lista lor roșie, astfel în Cartea Roșie a Republicii Moldova  sau peste, de exemplu, Landesanstalt für Umwelt, Messungen und Naturschutz în Germania.
În anul 2008, Boletus aereus a fost numit „Ciuperca anului” de către Deutsche Gesellschaft für Mykologie (Asociația germană pentru micologie).